# Беярд (Західна Вірджинія)
Беярд (англ. Bayard) — місто (англ. town) в США, в окрузі Грант штату Західна Вірджинія. Населення — 201 особа (2020).

## Географія
Беярд розташований за координатами 39°16′16″ пн. ш. 79°21′58″ зх. д. / 39.27111° пн. ш. 79.36611° зх. д. (39.271062, -79.366175).  За даними Бюро перепису населення США в 2010 році місто мало площу 0,80 км², уся площа — суходіл.

## Демографія
Згідно з переписом 2010 року, у місті мешкало 290 осіб у 126 домогосподарствах у складі 86 родин. Густота населення становила 360 осіб/км².  Було 151 помешкання (188/км²).
Расовий склад населення:
| - 98,3 % — білих - 1,4 % — корінних американців |

До двох чи більше рас належало 0,3 %. Частка іспаномовних становила 0,3 % від усіх жителів.
За віковим діапазоном населення розподілялося таким чином: 19,3 % — особи молодші 18 років, 61,4 % — особи у віці 18—64 років, 19,3 % — особи у віці 65 років та старші. Медіана віку мешканця становила 44,5 року. На 100 осіб жіночої статі у місті припадало 110,1 чоловіків;  на 100 жінок у віці від 18 років та старших — 118,7 чоловіків також старших 18 років.
Середній дохід на одне домашнє господарство  становив 44 412 долари США (медіана — 31 875), а середній дохід на одну сім'ю — 50 212 долари (медіана — 36 875). За межею бідності перебувало 17,4 % осіб, у тому числі 21,2 % дітей у віці до 18 років та 2,9 % осіб у віці 65 років та старших.
Цивільне працевлаштоване населення становило 142 особи. Основні галузі зайнятості: транспорт — 16,9 %, мистецтво, розваги та відпочинок — 13,4 %, освіта, охорона здоров'я та соціальна допомога — 13,4 %.